# Machina/The Machines of God
| Críticas profissionais | Críticas profissionais |
| Avaliações da crítica  | Avaliações da crítica  |
| Fonte                  | Avaliação              |
| ---------------------- | ---------------------- |
| Allmusic               | [ 1 ]                  |
| Rolling Stone          | [ 2 ]                  |

Machina/The Machines of God é o quinto álbum de estúdio da banda norte-americana The Smashing Pumpkins, lançado em 29 de Fevereiro de 2000 pela Virgin Records. Machina é um álbum conceptual, marcou a volta de Jimmy Chamberlin à banda e foi lançado com a intenção de ser o último LP da banda antes de seu fim, em 2000. Seu álbum subseqüente, Machina II/The Friends & Enemies of Modern Music, foi lançado independentemente na Internet.

## Faixas
Todas as canções foram escritas por Billy Corgan.
1. "The Everlasting Gaze" – 4:00
2. "Raindrops + Sunshowers" – 4:39
3. "Stand Inside Your Love" – 4:14
4. "I of the Mourning" – 4:37
5. "The Sacred and Profane" – 4:22
6. "Try, Try, Try" – 5:09
7. "Heavy Metal Machine" – 5:52
8. "This Time" – 4:43
9. "The Imploding Voice" – 4:24
10. "Glass and the Ghost Children" – 9:56
11. "Wound" – 3:58
12. "The Crying Tree of Mercury" – 3:43
13. "With Every Light" – 3:56
14. "Blue Skies Bring Tears" – 5:45
15. "Age of Innocence" – 3:55